# Alicahue
Alicahue es una localidad rural de Chile, ubicada en la precordillera de la Región de Valparaíso, en la comuna de Cabildo, y que da nombre al valle en que se ubica, el valle de Alicahue. Unos de los atractivos turísticos mayores es la laguna Chepical y La Casona, que fue la casa patronal de la hacienda de Alicahue.

## Toponimia
Alicahue obtiene su nombre del mapudungun Ali-ca-hue, "reseco-otro-paraje", es decir, lugar  muy caluroso.

## Ubicación
El valle de Alicahue limita por el noroeste con el Valle de Petorca; por el sureste, con el de Putaendo; por el noreste, se extiende hasta el límite con la provincia argentina de San Juan; y, por el suroeste ábrese hacia La Ligua, capital de la provincia a la cual pertenece, la de Petorca. Debido a su endemismo, es un sitio prioritario para la conservación de la biodiversidad. Está prohibida la caza hasta 2029.[cita requerida]

## Historia

### Chile prehispánico
La ocupación humana en la zona aparece después de la última época glacial, en relación con el periodo agroalfarero temprano.

### Imperio inca
Esta zona fue invadida por el Imperio inca en 1426. Al fondo del valle de Alicahue todavía se observan restos del Camino del Inca. Frente a este singular camino se encuentra una ladera de 300 por 200 metros donde se observan varios bloques de piedra con diversas figuras geométricas, zoomorfas y abstractas que es conocido como el Campo de Petroglifos.
Todavía se observa un largo tramo del Camino del inca en las cercanías de la Laguna Chepical, (9 km al SSO) en franco abandono y sin trabajos arqueológicos.

### Conquista española
En el siglo XVI una parte del valle perteneció a Luis de Cartagena; la otra, al extenso ingenio azucarero de la Familia noble de Los Ríos y Lisperger, quienes finalmente compraron su parte a Cartagena, y de entre los cuales sobresalió Catalina, "La Quintrala", famoso personaje de quien Benjamín Vicuña Mackenna, Magdalena Petit y Alfredo Jocelyn-Holt, entre otros, han escrito. Posteriormente, el fundo estuvo en manos de la Compañía de Jesús, pero, en el siglo XVIII, sus miembros fueron expulsados por la reinante Casa de Borbón, con lo cual al valle de Alicahue se lo vio pasar por distintas manos hasta que el Mayorazgo de la antigua y legítima familia de la Cerda, Manuel José de la Cerda, la cual había comprado un título de nobleza.
Catalina de los Ríos y Lisperguer donó una capilla en que los descendientes de ambas familias recibieron todos sus óleos hasta la actualidad.

### Relación con Llolleo

Escudo de la Casa de Butron

En el siglo XVIII, una descendiente de los Cartagena , Feliciana Cartagena Romero se casó con el hijo del dueño de la Hacienda de Santo Domingo de la Ligua, Domingo López Tapia, dándole de dote las tierras al sur de la desembocadura del Río Maipo, colocandole como nombre Santo Domingo de Llolleo. Esto tenía un guiño a la familia López, dueña de la Hacienda de Santo Domingo de la Ligua, y además familiares de los Butrón, una casa noble vasca. El juego de nombres está dado porque butrón es una almadraba o trampa de pesca. En Chile se llama llolle. La familia Cartagena tenía terrenos aledaños a la Hacienda en La Ligua.

### Periodo republicano
Este se lo vendió íntegramente, en el siglo XIX, al balmacedista y senador Ignacio Silva Ureta, caudillo terrateniente que, era famoso por manipular las elecciones a favor de su partido, el Liberal, llegando a custodiar las urnas sirviéndose de gente armada. Él se casó con Josefina Somarriva Berganza.

### Diccionario Geográfico de Chile (1897)
Alicahue.—Aldea del departamento de Petorca, situada por los 32º 23' Lat. y 70° 48' Lon. y á 15 kilómetros al SE. de su capital. Se halla en la ribera sur de la parte superior del río Ligua, contigua al fundo de su nombre. Cuenta con escuela gratuita, estafeta y un corto caserío. Viene el nombre de alí, reseco, ca, otro, y hue, paraje. 
Francisco Solano Asta-Buruaga y Cienfuegos, Diccionario Geográfico de la República de Chile (1897 ) 

Cuando, a principios del siglo pasado, los Silva Somarriva se repartieron los diversos fundos que constituían las haciendas de Alicahue y San Lorenzo en el Valle de Alicahue, la propiedad de aquel se diversificó, algunos de estos fundos fueron adquiridos por familias como Álamos y Cerda, continuando la Hacienda Alicahue en manos de los Silva Matte y el fundo de Bartolillo en la de los Covarrubias Silva. El administrador era Humberto Montiel, conocido filántropo de la zona.

### Terremoto de La Ligua de 1965
El 28 de marzo de 1965 asoló la región un sismo de magnitud=7,4 Se conoce como el terremoto de 1965 de la zona central de Chile, o terremoto de La Ligua de 1965, a las 12:33 locales, cuyo epicentro se ubicó en las cercanías de La Ligua, Chile, al norte de Santiago. Fue percibido desde Copiapó hasta Osorno, y por el oriente hasta Mendoza y Buenos Aires.
Debido a que el material de construcción predominante de la época en la zona era el adobe, fueron dañadas gravemente una gran cantidad de las viviendas. Alicahue sufrió gran parte de dicha destrucción. Tras el sismo, se instaló en la zona una comisión de Vivienda para reparar las casas y edificios destruidos. Un alicahuino la presidía, el arquitecto Tito López Montiel, hermano de Humberto Montiel.

### Contemporáneo
Durante el gobierno del presidente Eduardo Frei Montalva y el de Salvador Allende, y mediante el proceso de Reforma Agraria, el valle pasó a pertenecer a sus habitantes más autóctonos, quienes formaron comunidades agrícolas o bien lo parcelaron. Hoy la propiedad del Valle de Alicahue se ha vuelto a reconcentrar. Entre las familias más importantes y las más antiguas del Valle de Alicahue, se cuentan los Acosta, Aguilera, Aguirre, Álamos, Alvarado, Arancibia, Araya, Briceño, Campos, Cepeda, Cerda, Covarrubias, Donoso, Espinoza, Farías, Figueroa, Guerra, Hernández, Herrera, Jamett, Lazcano, López, Manzano, Montiel, Morales, Muñoz, Olivares, Órdenes, Ortega, Ossandón, Oyanedel, Prado, Pérez, Pizarro, Quiroz, Reyes, Rodríguez, Rojo, Román, Salcedo, Silva, Sandoval, Tapia, Tejeda, Toro, Torres, Trujillo, Valencia, Veláquez, Vergara y Zamora.

## Infraestructura y atractivos
El Valle de Alicahue posee cinco escuelas que imparten educación básica (las de Alicahue (La Frontera), Bartolillo (Ester Silva Somarriva), La Viña, La Vega y San Lorenzo), una de las cuales, la de Alicahue, fue fundada por el Presidente Manuel Montt Torres, pero implementada a finales del siglo XIX durante el gobierno del presidente Balmaceda; posee un Teatro (obra del arquitecto Ignacio Covarrubias Silva) y un Museo en la localidad de Alicahue; tres medialunas de rodeo (las de Alicahue, Paihuén y La Vega); varios clubes deportivos con sus respectivas canchas de fútbol; clubes de huasos; dos cementerios (Alicahue y San Lorenzo); una iglesia católica en San Lorenzo, seis capillas de la misma confesión (Los Perales, Alicahue, Paihuén, Bartolillo, La Viña y La Vega) y una capilla evangélica (La Viña); postas de salud; varios kilómetros de canales de regadío; una laguna artificial cordillerana construida a principios del siglo XX por Jorge Silva Somarriva (Laguna del Chepical o de los Patos ), un extenso camino cordillerano que lleva hasta aquella y en cuya obra participaron los jóvenes de la localidad bajo la dirección del ingeniero Jorge Silva Matte; construcciones en adobe de los siglos XVII y XVIII (la Casa Patronal de Alicahue y casas aledañas); cinco tranques artificiales; extensas plantaciones frutícolas (Paltos, almendros, cítricos, nogales, viñas, etc.); una planta eléctrica; miles de cabezas de ganado.; grutas e imágenes de la devoción religiosa y un castillo imitación feudal a medio terminar en La Vega.

### Haras Alicahue
En la actualidad, un haras en crecimiento , hoy es el más antiguo del país (Haras Alicahue, fundado en el siglo XIX por Tito López Quiroz, y ubicado en Paihuén el que dio importantes caballos a la hípica chilena como Zorro Veloz. Una de sus crias , Zorro Rojo tuvo preporendancia mundial. Todos los años se editaba una memoria con sus éxitos y reproductores de fama mundial.

### Camino del Inca
Uno de los atractivos que no puede dejar de conocer durante sus estadías en Alicahue, es el Camino del Inca, una zona de gran riqueza cultural ubicado en el valle de Alicahue, a poco más de dos horas de Santiago. Para recorrerlo es necesario internarse en la cordillera de los Andes, accediéndose al mismo a los 20 kilómetros aproximadamente.

### Laguna Chepical
Ubicada a 35 km (aprox.) de Alicahue En su comienzo fue natural, luego con el déficit de agua se implementó como embalse esta data de fines del siglo XIX. Con una capacidad de 3,7 millones de metros cúbicos, beneficia a pequeños y medianos agricultores del Valle de Alicahue y La Ligua. Se encuentra a 3.050 metros de altura y se requiere permiso de la disuelta Sociedad Agrícola de Alicahue para poder acceder. Su acceso es a través de la cuesta Los Monos, el estado del camino no está en buen nivel y su acceso se dificulta mayormente en invierno debido a que se encuentra en una zona cordillerana, por lo que la presencia de constantes nevazones produce la paralización del camino. La distancia a la localidad más cercana es de 60 km (Los Perales) y se encuentra a unos 99 km de Cabildo. Sus aguas cristalina riegan el valle los cuales son ocupadas por todos los agricultores para sus frutos, Se puede acceder por un camino de tierra.

### Corrales de la Arena
Un corral constituido por piedras (pirca), el cual data sus orígenes hacia 1845, construido por la familia Silva – Somarriva para actividades campesinas. En la actualidad es utilizado para rodeos de trabajo y para la marcación del ganado. Se accede por un camino de tierra en mal estado, la localidad más cercana es Los Perales, a unos 6 km aproximadamente.

### Tambos
A 46 km de Cabildo se encuentran construcciones rocosas que servían de descanso y que se presentan a través del Camino del Inca podrían pertenecer a cementerios indígenas por lo que han sido saqueados. Sin embargo, no han encontrado vestigios de antepasados.
Es, sin duda, uno de los mayores atractivos que posee la provincia de Petorca, debido a la escasez, particularidad y belleza de los ejemplares encontrados, registrados en muy pocos lugares del país. Su ubicación se extiende por los faldeos cordilleranos al interior de la localidad de Alicahue, en quebradas y diversas zonas de difícil acceso. Su preservación está siendo abordada por un conjunto de profesionales expertos en la materia, esto, debido a los constantes saqueos producidos por delincuentes que roban este patrimonio histórico-cultural, que daña profundamente nuestras raíces.

### Casa Patronal de Alicahue
Esta construcción de origen colonial, que data del siglo XVII y XVIII. Está siendo sometida a restauraciones y es muy visitada por turistas que acuden a la zona. Dentro de ella existe una imagen de la Virgen del Carmen que es muy venerada por los alicahuinos. En 2011 se inició un programa para recuperar arquitectónicamente este edificio.

### Pueblo de Alicahue
Un pueblo que creció en torno a la Casa Patronal de Alicahue. Presenta un esquema de damero como todas las construcciones hispánicas basadas en las raíces romanas.

### Museo de Alicahue
El Museo de Alicahue, posee una variada colección abierta al público, que va desde piezas cerámicas indígenas, información sobre culturas precolombinas hasta variados libros de consulta. Desde su apertura, hace 4 años, el museo ha procurado proteger y rescatar los diversos tesoros con los que cuenta el valle y ser un punto de reunión de la cultura local.
Esta zona ha sido habitada desde la última glaciación (aprox 11 000 años) tras lo cual se han sucedido múltiples ocupaciones desde el Periodo Arcaico Andino con la ocupación de cuevas, aleros rocosos y campamentos abiertos en la alta cordillera. Hace unos 2.000 años atrás, se inicia el período Alfarero Temprano; la población aumenta, se desarrolla la horticultura y aparecen nuevos grupos humanos, como el Complejo Cultural Molle. Hacia el año 800 dc irrumpe el Complejo Cultural Ánimas, antecedente de la Cultura Diaguita que se desarrolla claramente unos 100 años después. Alrededor del 1400 dc, la zona es dominada por el Inca con fines económicos, militares, políticos, sociales, demográficos, para comunicación y extracción de recursos estratégicos, y donde hoy es posible apreciar claramente un tramo del Camino Inca Longitudinal y varios tambos a diferentes altitudes.
Este museo se acopia una serie de armas rústicas, petroglifos, vestimentas, osamentas de las culturas del Chile prehispánico. Se encuentra ubicado en la misma localidad de Alicahue, a unos 37 km de Cabildo.Se encuentra abierto de martes a domingo y tiene un valor muy asequible.

### Teatro de Alicahue
El Teatro de Alicahue fue construido a instancias de Ignacio Silva Matte y el arquitecto Ignacio Covarrubias Silva. Fue erigido en la década de los 50 del siglo XX. Cuenta con todos los implementos y accesorios de un teatro provincial. Hoy funciona como sede del club social y deportivo Alicahue.

### Paihuén
Localidad rural que se caracteriza por realizar actividades típicas del campo chileno, tales como rodeos, fiestas huasas y competencias tradicionales. El 18 de septiembre es muy visitado por los habitantes de la comuna y de otros sectores aledaños. Se ubica a 33 km de Cabildo y a 1 km de Alicahue, se accede por un camino asfaltado que se encuentra en buenas condiciones.

### Túnel La Grupa
Obra vial, construida para el transporte de ferrocarriles, en la actualidad es ocupado para disminuir la distancia y el tiempo de movilización entre Cabildo y Petorca. Esta obra data de 1907 y tiene una longitud de 890 metros. Está acondicionado para una sola vía, motivo por el cual los vehículos deben someterse a los tiempos de espera de su semáforo de seis minutos. Para acceder al túnel, se debe subir la cuesta homónima, desde la cual se puede apreciar, en toda su magnitud los valles del Río Petorca y Río Ligua.

### Puente del Indio
Este atractivo incorpora la presencia de un puente cuya principal característica la constituye su ubicación y estructura. Su acceso presenta ciertas alteraciones debido al mal estado del camino producto de la interacción de los factores climáticos, constantes agentes erosivos. Se encuentra a 14 km de la localidad más cercana (Los Perales), y es parte del paisaje precordillerano. Al cruzarlo, se irá internando, paulatinamente, en la magia que encierra el Valle de Alicahue.